# Francisco Molinar Horcasitas
Juan Francisco Molinar Horcasitas (Chihuahua, México, 18 de diciembre de 1955 - Ciudad de México, 20 de mayo de 2015) fue un político y académico mexicano miembro del Partido Acción Nacional, diputado federal y, desde el 2 de diciembre de 2006 hasta el 2 de marzo de 2009, director del Instituto Mexicano del Seguro Social (IMSS). Fue nombrado secretario de Comunicaciones y Transportes el 3 de marzo de 2009 por el presidente Felipe Calderón. Sucedió en el puesto a Luis Téllez, después de los escándalos provocados por grabaciones en donde Téllez criticaba al expresidente Carlos Salinas de Gortari. Dejó el cargo el 7 de enero de 2011, sucedido por Dionisio Pérez-Jácome Friscione. Fue director de la Fundación Rafael Preciado Hernández. Falleció como consecuencia de la esclerosis lateral amiotrófica que padecía, según informó su partido.

## Inicios en la academia
Realizó sus estudios de licenciatura en Ciencias Políticas y Administración Pública en la Escuela Nacional de Estudios Profesionales Acatlán de la Universidad Nacional Autónoma de México. Fue maestro en ciencia política por El Colegio de México y candidato a doctor en la misma especialidad por la Universidad de California, San Diego.

## Publicaciones
En 1991 publicó El tiempo de la legitimidad: elecciones, autoritarismo y democracia en México. Fue miembro del Sistema Nacional de Investigadores. Impartió clases en El Colegio de México, en el Instituto Tecnológico Autónomo de México, en la Universidad Nacional Autónoma de México y en la Facultad Latinoamericana de Ciencias Sociales.
Publicó artículos en la revista The American Political Science Review; escribió: “Escuelas de interpretación del sistema político mexicano”, “Elecciones de 1988 en México: crisis del autoritarismo”, al alimón con Jeffrey Weldon; “Procesos electorales en México”, escrito con Álvaro Arreola Ayala; estos últimos se publicaron en la Revista Mexicana de Sociología. En general, publicó 30 artículos en libros y revistas. Además, colaboró en medios de comunicación tales como el noticiero Para Empezar de Multivisión, así como los periódicos Reforma y El Universal 

## Trayectoria política y como servidor público
Inició su carrera como representante de casilla en las elecciones presidenciales de 1976, sólo concurridas por José López Portillo, y en 1987 publicó un artículo en la revista Nexos acerca de la denuncia de fraude en las elecciones de Chihuahua de 1986.
Fue director de Prerrogativas y Partidos Políticos del Instituto Federal Electoral para la elección de 1994, y el 29 de octubre de 1996 fue elegido Consejero Electoral en el Consejo General del Instituto Federal Electoral hasta el 2000. Compartió funciones con otros consejeros, como Alonso Lujambio, Mauricio Merino, Jacqueline Peschard, Emilio Zebadúa y con el entonces Consejero Presidente, José Woldenberg.
Entre diciembre de 2000 y mayo de 2002 se desempeñó como subsecretario de Desarrollo Político en la Secretaría de Gobernación, cuando el titular de la misma era Santiago Creel.
Fue vocero del Partido Acción Nacional entre enero y julio de 2003. Posteriormente, durante la LIX Legislatura fue diputado federal, y se desempeñó como coordinador de Asuntos Económicos de la Fracción Parlamentaria del Partido Acción Nacional.
Durante la campaña presidencial de Felipe Calderón fue coordinador del área de investigación y análisis político y, una vez concluido el proceso electoral, se incorporó al equipo de transición del presidente electo.
En 2006, fue designado director del IMSS, donde relevó a Fernando Flores y Pérez. Su gestión duró tres años, hasta el 3 de marzo del 2009. A los tres meses, el 5 de junio de ese mismo año, ocurrió el incendio de las Guarderías ABC en Hermosillo, Sonora, una de las estancias infantiles subrogadas por el IMSS. En este incidente fallecieron 49 niños y 76 resultaron lesionados.
La Suprema Corte de Justicia de la Nación, en sesión pública del 14 de junio de 2010, conoció del proyecto del Ministro Arturo Zaldívar Lelo de Larrea. Ese proyecto estableció que existió la violación grave de los derechos del niño y su interés superior, del derecho a la protección de la vida e integridad física, del derecho a la seguridad social, del derecho a la salud y del principio de igualdad de trato entre hombres y mujeres por parte de diversos servidores públicos, entre ellos autoridades del IMSS, el director general en turno, Daniel Karam Toumeh y el director general de 2006 a 2009, el propio Molinar Horcasitas. El proyecto del Ministro Lelo de Larrea fue rechazado por el Pleno de la Corte, que en su dictamen final señaló responsabilidad de diversos funcionarios en el caso, y exculpó a otros, incluido entre ellos Molinar Horcasitas.
Logró una negociación contractual que, mediante la disminución y racionalización de prestaciones sociales a sus trabajadores, le dio viabilidad financiera al instituto y permitió poder continuar contratando médicos y enfermeras. Fue el primer director del instituto que inició licitaciones de los servicios subrogados de guarderías.
El 8 de abril de 2012, se dio a conocer públicamente su inclusión en el equipo de campaña de Josefina Vázquez Mota, candidata presidencial del Partido Acción Nacional (PAN). Posteriormente Vázquez Mota apartó a Molinar Horcasitas de la campaña preventivamente porque su presencia en ese equipo le dificultaba a la candidata entablar diálogo con un grupo organizado de los padres de familia de la Guardería ABC. Molinar Horcasitas continuó sus tareas partidarias como secretario de Acción de Gobierno del PAN y nuevamente como vocero.
En octubre de 2013 fue designado director general de la Fundación Rafael Preciado Hernández. Desde entonces participó en las negociaciones del Pacto por México que se llevaron a cabo entre el equipo de transición de gobierno del presidente electo Enrique
Peña Nieto, el Partido Acción Nacional y el Partido de la Revolución Democrática. Una vez firmado el Pacto por México, Molinar Horcasitas fue nombrado integrante del Consejo Rector del Pacto y como integrante de la Secretaría Técnica del mismo.

## Negligencias en ABC
Los señalamientos de negligencias imputadas a Molinar Horcasitas por el incendio de la Guardería ABC, subrogada por el Instituto Mexicano del Seguro Social en Hermosillo, Sonora, llegaron hasta la Suprema Corte de Justicia de la Nación. El dictamen emitido el 14, 15 y 16 de junio de 2010 por este tribunal lo exculpó de cualquier responsabilidad.